# Europarlamentari pentru Țările de Jos 1999-2004

## B
- Bastiaan Belder (Europe of Democracties and Diversities)
- Margrietus J. van den Berg (Partidul Socialiștilor Europeni)
- Johannes Blokland (Europe of Democracties and Diversities)
- Johanna L.A. Boogerd-quaak (Partidul European Liberal Democrat și Reformist)
- Bob van den Bos (Partidul European Liberal Democrat și Reformist)
- Theodorus J.J. Bouwman (Grupul Verzilor - Alianța Liberă Europeană)
- Cees Bremmer (Partidul Popular European)
- Kathalijne Maria Buitenweg (Grupul Verzilor - Alianța Liberă Europeană)
- Ieke van den Burg (Partidul Socialiștilor Europeni)

## C
- Dorette Corbey (Partidul Socialiștilor Europeni)

## D
- Rijk van Dam (Europe of Democracties and Diversities)
- Bert Doorn (Partidul Popular European)

## H
- Michiel van Hulten (Partidul Socialiștilor Europeni)

## L
- Joost Lagendijk (Grupul Verzilor - Alianța Liberă Europeană)

## M
- Albert Jan Maat (Partidul Popular European)
- Jules Maaten (Partidul European Liberal Democrat și Reformist)
- Toine Manders (Partidul European Liberal Democrat și Reformist)
- Maria Martens (Partidul Popular European)
- Erik Meijer (European United Left/Nordic Green Left)
- Jan Mulder (Partidul European Liberal Democrat și Reformist)

## O
- Ria G.H.C. Oomen-Ruijten (Partidul Popular European)
- Arie M. Oostlander (Partidul Popular European)

## P
- Peter Pex (Partidul Popular European)
- Elly Plooij-van Gorsel (Partidul European Liberal Democrat și Reformist)
- Bartho Pronk (Partidul Popular European)

## R
- Alexander de Roo (Grupul Verzilor - Alianța Liberă Europeană)
- Marieke Sanders-Ten Holte (Partidul European Liberal Democrat și Reformist)

## S
- Joke Swiebel (Partidul Socialiștilor Europeni)

## V
- W.G. van Velzen (Partidul Popular European)
- Herman Vermeer (Partidul European Liberal Democrat și Reformist)

## W
- Jan Marinus Wiersma (Partidul Socialiștilor Europeni)